# 穆德列
50°21′33″N 32°45′26″E / 50.35917°N 32.75722°E
穆德列（烏克蘭語：Мудре），是烏克蘭北部的村莊，隸屬切爾尼希夫州的普里盧基區。該村面積0.21平方公里，海拔高度155米，2006年人口11，人口密度每平方公里53.7人。